# Les Éléphants (chanson)
Pour les articles homonymes, voir Éléphant (homonymie).
Singles de France Gall
La Torpédo bleue
(1969) Caméléon, caméléon
(1971)
Les Éléphants est une chanson de France Gall. Elle est initialement parue en 1970 en single et puis en 1973 sur l'album France Gall,.

## Développement et composition
La chanson a été écrite par Jean Schmitt et composée par Jean Géral.

## Listes des pistes
Single 7" 45 tours Les Éléphants / Shakespeare et pire encore (1970, La Compagnie S 035, France)
1. Les Éléphants
2. Shakespeare et pire encore[1],[3]

## Classements
| Classement (1970)                       | Meilleure position |
| --------------------------------------- | ------------------ |
| Belgique (Wallonie Ultratop 50 Singles) | 38                 |